# Torsberg

Torsberg är ett område strax öster om Sunne, på vägen mot Munkfors. Samhällets namn var från början Torsby, men för att inte växlas samman med det större Torsby i dagens Torsby kommun, byttes namnet ut.[källa behövs]